# República del Congo en los Juegos Paralímpicos de Tokio 2020
La República del Congo estuvo representada en los Juegos Paralímpicos de Tokio 2020 por dos  deportistas, un hombre y una mujer. El equipo paralímpico congoleño no obtuvo ninguna medalla en estos Juegos.